# 髑髏検校
『髑髏検校』（どくろけんぎょう）は、横溝正史が1939年に発表した小説である。
本作は吸血鬼・髑髏検校と、学者の鳥居蘭渓・縫之助父子の戦いを描いた作品であり、『吸血鬼ドラキュラ』の翻案作品とされている。
1975年に角川文庫に『緑304-19 髑髏検校』 ISBN 4-04-130419-9として収録され、2008年には『よ5-38 髑髏検校』 ISBN 4-04-355506-7に改版して出版された。
1982年にはフジテレビ系列の『時代劇スペシャル』にてテレビドラマ化されている。
横山まさみちにより1970年1月号の別冊少年マガジンで漫画化され、2014年にゴマブックスにより初の単行本化がなされ電子書籍ストアで「どくろ検校」として販売している。

## あらすじ
文化7年9月、蘭学者・鬼頭朱之助は精神療養のため、老僕・次郎吉とともに釣りに出ていたところ、嵐に巻き込まれ、命からがら孤島に流れ着く。
そこで2人は、不知火検校と名乗る人物とその取り巻きである美人姉妹・松虫と鈴虫に出会い、丁重にもてなされる。
だが、検校がいきなり将軍家の三女・陽炎姫について言及したため、朱之助は検校に不信感を抱く。その夜、松虫と鈴虫は独断で朱之助の血を吸おうとしたことで、検校から蟄居を言い渡される。
検校のもてなしの日々が続く中、日中は屋敷が無人であることに気づいた朱之助らは、屋敷の外にある森に行く。森の中で松虫と鈴虫の墓を見つけ、彼女たちが170年前に死亡した人物であることを知る。加えて、彼らは「四郎」なる人物の墓も見つけるが、それ以上のことはわからず屋敷へと戻る。
ある日、2人は検校を迎えに来た船を見つける。朱之助が一人で例の墓へ来たその時、天気が急に荒れ、次いで検校が現れて塚の上に立ち、「骨寄せ」の儀式で松虫と鈴虫を蘇らせて江戸へ向かう。
それから4か月後の文化8年元日、漁師たちが巨大な鯨を捕らえたことで喜びに沸く外房州の白浜で、鯨の腹の中から瓶が見つかった。その中には朱之助の手による書物が入れられていた。
房州鯨奉行勤番・秋月数馬は鯨を捕らえた網元から受け取った書物を読み、なじみの学者の鳥居蘭渓に助けを求める。
一方、不知火検校ら3人は船に乗って、徳川家斉の三の姫・陽炎姫が住むお浜御殿へ侵入する。陽炎姫の腰元である琴絵は、夢遊病の発作を起こした姫を追って、検校らが姫の血を吸う現場に遭遇する。
蘭渓が陽炎姫の周りにニンニクの花を撒いたため一時は良くなるかと思われたが、姫の生母・呉竹が花を全て取り除けてしまったため、姫は死亡してしまう。さらに後日、遺体までもが消失するという事件が発生する。幕府は事件を極秘にしたつもりだったが、不知火検校の存在は髑髏検校として民衆に知れ渡り、これに便乗して『鏡山旧錦絵』の後日談という設定で「鏡山後日岩藤」（通称：骨寄せ岩藤）という舞台まで作られる始末であった。
検校は、岩藤とその落胤・藤波由縁之丞の二役を務める中村富五郎を屋敷に招いて殺害する。
翌日、検校は富五郎に成りすまして舞台に上がったところを、縫之助らに見つかるが、どさくさに紛れて逃走し、琴絵を襲う。
そして蘭渓たちは、生還した朱之助の協力の元、検校ら3人が眠る棺を火にくべる。

## 登場人物
不知火検校/髑髏検校
吸血鬼。白絹の小袖に緋の袴といういで立ちをしている。正体は天草四郎。
鳥居 蘭渓
学者。一刀流の達人であることに加え、国学や蘭学、さらには医学にも通じるとされている一方で、めったに弟子を取らない人物でもあった。また、彼の書院は西洋風になっている。原作のヴァン・ヘルシングに相当する人物。
鬼頭朱之助
蘭渓の弟子である蘭学者で、師匠の勧めで長崎へ留学に行った。原作のジョナサン・ハーカーに相当する人物。
鳥居 縫之助
蘭渓と後妻の子。異母兄の大膳とは対照的に、勇敢な若者である。原作のキンシー・モリスに相当する人物。
鳥居 大膳
蘭渓が、狂死した先妻との間にもうけた息子。もともと粗暴だったが、20歳過ぎたころから精神に異常をきたし、蜘蛛の飼育を趣味としている。原作のレンフィールドに相当する人物。
陽炎姫
徳川家斉の三の姫で、お浜御殿に住んでいる。数馬に思いを寄せている。原作のルーシー・ウェステンラに相当する人物。
琴絵
陽炎姫の腰元。原作のミナ・ハーカーに相当する人物。
秋月数馬
房州鯨奉行勤番。原作のアーサー・ホルムウッドに相当する人物。
中村富五郎
歌舞伎俳優。
お小夜
お角
お小夜の継母。

## 評価
ddナビの朝宮運河は、本作が単なる『吸血鬼ドラキュラ』の翻案ではなく、原典の淫靡なエロティシズムの強化に加え、美少年趣味・耽美趣味を織り込んだ作品であり、検校の正体にも工夫が凝らされていたと評価している。
梯久美子は週刊新潮に寄せた記事の中で、棺やニンニクといった原作由来の要素に加え、江戸時代らしい要素も取り込み、不気味ながらも痛快な怪異談に仕上げた作者の手腕を評価している。また、梯は再読した際にアン・ライスにも通じる美少年趣味がちりばめられていたことに気づいたと振り返っている。

## テレビドラマ
1982年8月20日にフジテレビ系列の「時代劇スペシャル」の中で放映された東映制作の単発時代劇。

### キャスト
不知火検校：田村正和
琴絵 / 美緒：由美かおる
鬼頭朱之助：伊吹剛
鈴虫：芦川よしみ
松虫：竹井みどり
松平伊豆守：船戸順
鳥居蘭渓：左右田一平
日敬：山本昌平
中村富五郎：坂東竹三郎
徳川家斉：望月太郎
次郎吉：阿波地大輔
秋月数馬：石倉英彦
美代の方：三浦真弓
姉小路局：戸部夕子
雪乃：宮本毬子
陽炎姫：笠間一寿美

### スタッフ
監督：原田雄一
企画：佐伯明（東映）、南條武史（フジテレビ）、垣内健二（富士興業）
プロデューサー：宮川輝水（東映）、大崎陽一朗（東映）
原作：横溝正史『髑髏検校』（角川文庫版）
脚本：下飯坂菊馬
音楽：津島利章
企画協力：角川春樹事務所
制作：東映、フジテレビ　

## 漫画
- どくろ検校（作画：横山まさみち）